# یلنا وولچتسکایا
یلنا وولچتسکایا (بلاروسی: Алена Уладзіміраўна Цюнянкова (Валчэцкая)؛ زادهٔ ۴ دسامبر ۱۹۴۴) ژیمناست هنری اهل اتحاد جماهیر شوروی سوسیالیستی است.
وی در مسابقات کشوری و بین‌المللی در مجموع برندهٔ ۱ مدال طلا شده‌است.